# Захна, Хилар
Хи́ллар За́хна (эст. Hillar Zahkna; 1 февраля 1968, Вастселийна, Эстонская ССР) — эстонский биатлонист, член сборной Эстонии по биатлону и тренер. Принимал участие в нескольких чемпионатах мира по биатлону и Зимних Олимпийских Играх.
На чемпионате мира по биатлону в 1992 г. в Новосибирске вместе с Айво Удрасом, Урмасом Калдвеэ и Калью Оясте Хиллар добился своего наибольшего успеха, завоевав бронзовую медаль в командной гонке, пропустив вперёд команду СНГ и Норвегии. После завершения своей активной спортивной карьеры стал тренером.
Его сын Рене пошёл по стопам отца и тоже стал биатлонистом. В 2012 году он стал двукратным серебряным призёром на Зимних Юношеских Олимпийских играх.